# Cyrtandra wagneri
Cyrtandra wagneri är en tvåhjärtbladig växtart som beskrevs av David H. Lorence och Perlman. Cyrtandra wagneri ingår i släktet Cyrtandra och familjen Gesneriaceae. Inga underarter finns listade i Catalogue of Life.